# Anund Jacob
Anund III Jacob de Suède, né vers 1008, le 24 juillet (veille de la Saint-Jacques), et décédé en 1050, est le roi de Suède de 1022 à 1050.

## Règne
Anund ou Önund est le fils du roi Olof III Skötkonung et de la princesse Estrid des Obotrites. Il succède à son père en 1022. Premier roi de Suède baptisé dès sa naissance le 25 juillet, son deuxième prénom lié au saint du jour témoigne de l'avancée du christianisme à cette époque. Il est probablement le premier roi né chrétien.
La curieuse paix religieuse instaurée par Olof se maintint sous les règnes de ses deux fils. Le cadet Önund, associé au trône dès 1008, fut le premier successeur de son père (1022-1050) 
Dès sa prise de fonction, il poursuit la frappe monétaire engagée par son père afin de soutenir l'économie interne du pays. Cependant, celle-ci s'interrompt quelques années plus tard. Son pouvoir n'est pas suffisamment établi pour assurer la pérennité de ce moyen de paiement. Sur le plan intérieur, il poursuit la politique d'évangélisation des Suédois menée jusque là. 
Sur le plan extérieur, Önund-Jakob adopte une politique anti-danoise similaire à ses prédécesseurs et tente de maintenir l'équilibre des forces en Scandinavie. Il œuvre contre les visées impérialistes de Knut II le Grand, qui contrôlait l’Angleterre depuis sa conquête en 1016 et le Danemark depuis la mort de son frère Harald en 1019, son beau-frère Olaf Haraldsson, roi de Norvège (1015-1028).   
En 1026, il s'allie à Olaf et organise des campagnes de pillage le long des côtes danoises qui s'achève sur la bataille de l'Helgeå. Bien que l'issue de cette bataille reste incertaine, le fait que Cnut se présente comme roi de la Norvège et de la suède en 1027 plaide en faveur d'une fin à son avantage. Lorsque Olaf fut chassé de son royaume par un parti adverse regroupé par les Jarls de Lade et soutenu par les Danois (1028), il se réfugia en Russie.  
Olaf obtint encore l’appui d’Önund pour entreprendre une ultime tentative de reconquête de son royaume, qui se termina par sa défaite et sa mort le 31 août 1030 à la bataille de Stiklestad. Cette disparition héroïque révéla même aux yeux de ses ennemis la sainteté de ce roi guerrier qui ne s’était guère manifestée auparavant. Il sera alors honoré comme le saint patron de la Norvège.    
Pendant ce temps, la reine Astrid et leur fille Ulhvid s’étaient réfugiées en Suède sous la protection de son demi-frère. Anund continue de soutenir la famille royale norvégienne et soutient Astrid en 1035 pour la conquête de la Norvège par Magnus le Bon, fils d’Olaf et d’une concubine, pendant que sa fille épousait le duc Ordulf de Saxe (1059-1072).
Après le décès de Knut le Grand en 1035, une lutte de pouvoir se joue chez les Danois et Anund offre son soutien à Sven II qu'il héberge depuis 1028. Il maintient son soutien lors du conflit qui l'oppose à Harald Hardrada pour le trône de la Norvège.
Selon la saga de Hervor et du roi Heidrekr, le roi Önund meurt de maladie.

## Union et postérité
L'épouse d'Anund se nommait Gunild et sa fille s’appelait Gyda qu'il unit à Sven II de Danemark. Le roi Anund III Jacob disparaît sans fils et son demi-frère illégitime Emund III le Vieil lui succède.

## Source
En tant que premier roi né chrétien, Adam de Brême dresse un portrait très élogieux d'Anund Jacob au point de considérer «  qu’en dépit de sa jeunesse, il dépassa en sagesse et en piété tous ceux qui l’avaient précédé et qu’au pays des Sueons (Sviars), aucun roi ne fut plus aimé qu’Anund ».